# نوئل سیاه‌تنه
نوئل سیاه‌تَنه (انگلیسی: Picea jezoensis) یا نوئل یزو، درختی همیشه‌سبز و بزرگ است که ارتفاع آن به ۳۰ تا ۵۰ متر می‌رسد، با قطر تنه تا ۲ متر.
نوئل سیاه‌تنه بومی شمال شرقی آسیا، از کوه‌های مرکزی ژاپن و کوه‌های چانگ بای در مرز چین و کره شمالی، از شمال تا شرق سیبری، از جمله جزایر سیخوته-آلین، جزایر کوریل، ساخالین و شبه‌جزیره کامچاتکا است. این درخت در جنگل‌های بارانی سرد اما مرطوب معتدل یافت می‌شود و در هیچ‌کجا محدوده آن بیش از ۴۰۰ کیلومتر دورتر از اقیانوس آرام گسترش نمی‌یابد. لقب علمی آن یعنی jezoensis (یزویی) از ازو/یزو (Ezo) آمده که نام قدیمی جزیره هوکایدو ژاپن است.